# Ctenophora apicata
Ctenophora apicata är en tvåvingeart som beskrevs av Osten Sacken 1864. Ctenophora apicata ingår i släktet Ctenophora och familjen storharkrankar. Inga underarter finns listade i Catalogue of Life.